# Хайманов, Игорь Анатольевич
И́горь Анато́льевич Хайма́нов (род. 26 марта 1994, Владикавказ, Россия) — российский футболист, защитник «Композита».

## Карьера
Воспитанник «Алании». В 2012 году выступал за фарм-клуб владикавказской команды. Дебютировал за основную команду  в Премьер-лиге 26 мая 2013 года в матче против московского «Спартака», заменив на 83-й минуте Аслана Дудиева. В 2014 году защищал цвета лискинского «Локомотива». В 2015 году подписал контракт с курским «Авангардом». В феврале 2016 года вернулся во Владикавказ. В июле 2016 года пополнил ряды «Афипса». Летом 2017 года перешёл в «Факел». В сезоне 2018/19 защищал цвета «Тюмени» и КАМАЗа. В июле 2019 года вернулся в «Факел». Летом 2020 года подписал контракт с брянским «Динамо». В августе 2021 года пополнил ряды «Дружбы». В марте 2022 года перешёл в дзержинский «Арсенал». Дебютировал в Высшей лиге Белоруссии 20 марта 2022 года в матче против «Гомеля» (1:2), заменив на 88-й минуте матча Дмитрия Каплунова. В июне 2022 года покинул клуб. В 2023 году подписал контракт с «Композитом».

## Достижения
- Серебряный призёр Второй лиги (2): 2016/17 (зона «Юг»), 2018/19 (зона «Урал-Приволжье»)
- Бронзовый призёр 3-й группы дивизиона «Б» Второй лиги: 2024